# Dominique G. Homberger
Dominique G. Homberger (n. 1948) es una zoóloga estadounidense, desarrollando actividades académicas en la Universidad Estatal de Louisiana. Es conocida por su obra sobre la evolución de estructuras complejas en aves y mamíferos, y autora de un texto sobre disección de vertebrados.
En 1976, obtuvo su doctorado por la Universidad de Zúrich. En abril de 2010, fue removida de la docencia en cursos de introducción a la biología en la LSU por seguir una estricta política de retiros. Cary Nelson, presidente de la American Association of University Professors, observó que la comunidad académica siempre ha creído que "un instructor tiene la responsabilidad de asignar grados", y hubo especulaciones periodísticas que fue eso fue parte del proceso de inflación de grado.

## Algunas publicaciones
2009
- h.h. Bragulla, d.g. Homberger. Structure and functions of keratin proteins in simple, stratified, keratinized and cornified epithelia - a review. J. of Anatomy, 214: 516-559. doi: 10.1111/j.14697580.2009.01066.x

- d.g. Homberger, k. Ham, t. Ogunbakin, j.a. Bonin, b.a. Hopkins, m.l. Osborn, i. Hossain, h.a. Barnett, k.l. Matthews II, l.g. Butler, h.h. Bragulla. The structure of the claw sheath in the domestic cat (Felis catus): Implications for the claw shedding mechanism. J. of Anatomy, 214: 620-643. doi: 10.1111/j.1469-7580.2009.01068.x

2004
- ---------------------, warren Franklin Walker. Vertebrate Dissection. 9.ª ed. ilustrada de Thomson Brooks/Cole, 379 pp. ISBN 0030225221

2003
- ---------------------. The comparative biomechanics of a prey-predator relationship: The adaptive morphologies of the feeding apparatus of Australian Black-Cockatoos and their foods as a basis for the reconstruction of the evolutionary history of the Psittaciformes, pp. 203-228 in Vertebrate Biomechanics and Evolution (V.L. Bels, J.-P. Gasc, & A. Casinos, eds.) BIOS Sci. Publ. Oxford

- ---------------------. The role of mechanical forces on the patterning of the avian feather-bearing skin: Evidence from the integumentary musculature. J. exp. Zool. (Mol. Dev. Evol.), 298B: 123-139

2002
- m. Gudo, d.g. Homberger. The functional morphology of the pectoral fin girdle of the Spiny Dogfish (Squalus acanthias): Implications for the evolutionary history of the pectoral girdle of vertebrates. Senckenbergiana lethaea 82 (1): 241-252

2000
- ---------------------, k.n. de Silva. Functional microanatomy of the feather-bearing avian integument: Implications for the evolution of birds and avian flight. Amer. Zool. 40 (4): 553-574

1999
- ---------------------. 1999. The avian tongue and larynx: Multiple functions in nutrition and vocalization. Pp. 94-113 in Proceedings of the 22nd International Ornithological Congress (N. Adams & R. Slotow, eds). University of Natal, Durban, South Africa. BirdLife, Johannesburgo

1997
- warren f. Walker, dominique g. Homberger. Anatomy and Dissection of the Frog. Freeman Lab. Separates in Biology Series 1. 2ª ed. ilustrada de W.H. Freeman, 120 pp. ISBN 071672636X

1986
- ---------------------. The lingual apparatus of the African grey parrot, Psittacus erithacus Linné (Aves: Psittacidae): description and theoretical mechanical analysis. Vols. 32-39. Ornithological monographs 39. Ed. ilustrada de The American Ornithologists' Union, 233 pp. ISBN 0943610494

1980
- ---------------------. Funktionell-morphologische Untersuchungen zur Radiation der Ernährungs- und Trinkmethoden der Papageien (Psittaci). Bonner zoologische Monographien 13. Ed. Zoologisches Forschungsinstitut und Museum Alexander Koenig, 192 pp.

1970
- ---------------------, otto Kiefer, Schneider. Fragen und Antworten. Ed. VDE-GMBH

## Honores
Miembro de
- American Association for the Advancement of Science
- American Ornithologists' Union, y actual secretaria del Congreso Ornitológico Internacional.[3]

## Abreviatura (zoología)
La abreviatura Homberger  se emplea para indicar a Dominique G. Homberger como autoridad en la descripción y taxonomía en zoología.